# Roger Wilkins
Roger Wood Wilkins (29 de janeiro de 1932 - 26 de março de 2017) foi um advogado americano, líder dos direitos civis, professor de história e jornalista que atuou como o 15º Procurador-Geral Adjunto dos Estados Unidos sob o presidente Lyndon B. Johnson de 1966 a 1969.
Membro do partido democrata, Wilkins foi orientado pelo juiz associado da Suprema Corte Thurgood Marshall no início de sua carreira. Ao longo da década de 1960, Wilkins fez campanha pela aprovação da Lei dos Direitos Civis de 1964 e da Lei dos Direitos de Voto de 1965 . Em 1965, o presidente Lyndon B. Johnson nomeou Wilkins para ser o principal solucionador de problemas do governo em questões raciais urbanas, e mais tarde tornou-se procurador-geral assistente no governo Johnson.
O tio de Wilkins, Roy Wilkins, foi o ex-diretor executivo da National Association for the Advancement of Colored People (NAACP) de 1964 a 1977.

## Biografia
Wilkins nasceu em Kansas City, Missouri, em 29 de janeiro de 1932, e cresceu em Michigan . Ele foi educado na Crispus Attucks Elementary School em Kansas City, Missouri, depois na Creston High School em Grand Rapids, Michigan. Wilkins recebeu seu diploma AB em 1953 e diploma JD em 1956, ambos da Universidade de Michigan, onde estagiou na NAACP e foi membro da sociedade de liderança sênior, Michigamua.

### Carreira
Wilkins trabalhou como advogado de assistência social em Ohio antes de se tornar procurador-geral assistente na administração do presidente Lyndon B. Johnson aos 33 anos, um dos negros americanos de mais alto escalão a servir no poder executivo até aquele momento.
Roger Wilkins foi empossado como Diretor do Serviço Federal de Relações com a Comunidade na sexta-feira, 4 de fevereiro de 1966, em uma cerimônia na Casa Branca.
Deixando o governo em 1969 no final do governo Johnson, trabalhou brevemente para a Fundação Ford antes de ingressar na equipe editorial do The Washington Post.
Junto com Carl Bernstein, Herbert Block ("Herblock") e Bob Woodward, Wilkins ganhou um Prêmio Pulitzer em 1973 por expor o escândalo de Watergate que acabou forçando a renúncia do presidente Richard Nixon do cargo. Ele deixou o Post em 1974 para trabalhar no The New York Times, seguido cinco anos depois por uma breve estadia no agora extinto Washington Star. Em 1980, tornou-se comentarista de notícias de rádio, trabalhando para a National Public Radio (NPR).
Wilkins foi o Robinson Professor of History and American Culture na George Mason University em Fairfax, Virgínia, até sua aposentadoria em 2007. Durante seu mandato na George Mason, Wilkins foi, sem dúvida, um dos mais proeminentes professores residentes na época. Wilkins também foi o editor do jornal da NAACP, The Crisis, e era sobrinho de Roy Wilkins, ex-diretor executivo da NAACP.
Wilkins residia em Washington, DC, e era casado com Patricia King, professora de direito na Universidade de Georgetown.
Wilkins morreu em 26 de março de 2017, em Kensington, Maryland, por complicações de demência. Ele tinha 85 anos.